# Sigma Corporation
Sigma Corporation je japonská firma, založená v roce 1961, vyrábějící fotografickou techniku – fotoaparáty, objektivy, blesky a další fotografické příslušenství. Především je známa jako výrobce objektivů, kompatibilních s fotoaparáty jiných velkých výrobců (např. Canon, Nikon, Pentax, Konica Minolta, Sony, Olympus).